# جوناثان نيلسون (لاعب كرة قدم أمريكية)
جوناثان نيلسون (بالإنجليزية: Jonathan Nelson)‏ هو لاعب كرة قدم أمريكية أمريكي، ولد في 6 مايو 1988 في مانسفيلد في الولايات المتحدة.

## وصلات خارجية
- جوناثان نيلسون على موقع مرجع كرة القدم المحترفة.كوم (الإنجليزية)